# Liste der Bodendenkmäler in Ursberg
Auf dieser Seite sind die Bodendenkmäler in der schwäbischen Gemeinde Ursberg zusammengestellt. Diese Tabelle ist eine Teilliste der Liste der Bodendenkmäler in Bayern. Grundlage ist die Bayerische Denkmalliste, die auf Basis des Bayerischen Denkmalschutzgesetzes vom 1. Oktober 1973 erstmals erstellt wurde und seither durch das Bayerische Landesamt für Denkmalpflege geführt wird. Die folgenden Angaben ersetzen nicht die rechtsverbindliche Auskunft der Denkmalschutzbehörde.

## Bodendenkmäler der Gemeinde Ursberg

### Bodendenkmäler in der Gemarkung Bayersried
| Lage                                         | Objekt | Akten-Nr.     | Bild                                  |
| -------------------------------------------- | --- | ------------- | ------------------------------------- |
| Bayersried Dr.-Rothermel-Straße 8 (Standort) | Mittelalterliche und frühneuzeitliche Befunde im Bereich der Katholischen Kirche St. Georg in Bayersried. Siehe auch: Bayersried (Ursberg) | D-7-7728-0092 | Mittelalterliche und frühneuzeitliche |

### Bodendenkmäler in der Gemarkung Mindelzell
| Lage                                        | Objekt | Akten-Nr.     | Bild                    |
| ------------------------------------------- | --- | ------------- | ----------------------- |
| Mindelzell (Standort)                       | Verebnete Grabhügel vorgeschichtlicher Zeitstellung. Siehe auch: Hügelgrab                                                                               | D-7-7728-0040 |                         |
| Mindelzell (Standort)                       | Burgstall Haldenberg Burgstall des Mittelalters. | D-7-7728-0041 | Burgstall D-7-7728-0041 |
| Mindelzell Heilig-Kreuz-Straße 7 (Standort) | Mittelalterliche und frühneuzeitliche Befunde im Bereich der Katholischen Pfarr- und Wallfahrtskirche Hl. Kreuz in Mindelzell und ihrer Vorgängerbauten. | D-7-7728-0089 | weitere Bilder          |

### Bodendenkmäler in der Gemarkung Oberrohr
| Lage                             | Objekt | Akten-Nr.     | Bild           |
| -------------------------------- | --- | ------------- | -------------- |
| Oberrohr Kirchberg 10 (Standort) | Mittelalterliche und frühneuzeitliche Befunde im Bereich der Katholischen Filialkirche St. Pankratius in Oberrohr und ihrer Vorgängerbauten. | D-7-7728-0087 | weitere Bilder |

### Bodendenkmäler in der Gemarkung Premach
| Lage               | Objekt                                                          | Akten-Nr.     | Bild                                |
| ------------------ | --------------------------------------------------------------- | ------------- | ----------------------------------- |
| Premach (Standort) | Abschnittsbefestigung des Mittelalters. Siehe auch: Mittelalter | D-7-7728-0038 | Abschnittsbefestigung D-7-7728-0038 |

### Bodendenkmäler in der Gemarkung Ursberg
| Lage               | Objekt | Akten-Nr.     | Bild           |
| ------------------ | --- | ------------- | -------------- |
| Ursberg (Standort) | Burgstall des Mittelalters und aufgelassenes Kloster der frühen Neuzeit. Siehe auch: Burgstall | D-7-7728-0037 |                |
| Ursberg (Standort) | Mittelalterliche und frühneuzeitliche Befunde im Bereich der ehemalige Prämonstratenser-Reichsabtei in Ursberg, darunter zum Kloster gehörende Wirtschaftsgebäude und die ehemalige Klosterkirche (heute Katholischen Pfarrkirche St. Johannes Evangelist und Petrus) samt Vorgängerbauten. Siehe auch: Kloster Ursberg | D-7-7728-0090 | weitere Bilder |